# Åhnbergs Bokbinderi
Åhnbergs Bokbinderi AB var ett företag i grafiska branschen specialiserat på hantverk av böcker, pärmar, mappar och lådor.  

## Historia
År 1927 blev Martin Åhnberg (1911–1999) delägare i broderns bokbinderi i Osby – Åhnbergs Bokbinderi.
1965 grundade han Åhnbergs Bokbinderi i Stockholm. Då hade han varit anställd på Esselte i många år och bland annat haft ansvar för en avdelning på Gävlegatan i Vasastan. Där hade Esselte bedrivit bokbinderiverksamhet sedan 30-talet, och Martin Åhnberg tog nu över den lokalen och verksamheten.
1982 fick dottern Carina Åhnberg (1948–2000) idén att öppna ett visningsrum mer centralt i stan för komma närmare en ny växande kundgrupp, reklambyråerna. Visningsrummet utvecklades till företaget Ordning & Reda, med affärsidén att designa och sälja pappers- och förvaringsprodukter tillverkade av Åhnbergs Bokbinderi.
Under 1990-talet utvecklades Ordning & Reda till ett internationellt företag, som utifrån franchisekoncept sålde sina produkter i butiker i en stor del av världen.
Ordning & Reda såldes i etapper till riskkapitalbolaget Segulah. År 2000 var verksamheten i sin helhet överlåten varefter produktionen flyttades till andra leverantörer. Samma år flyttade Åhnbergs till de nuvarande lokalerna på Instrumentvägen 31 i Hägersten.
2002 öppnade Åhnbergs butiken Bookbinders Design på Norrlandsgatan i Stockholm. Där såldes återigen egenproducerade böcker, pärmar och lådor. Bookbinders Design finns bland annat på NK i Stockholm samt i franchisebutiker över hela världen, från Chile och Schweiz till Malaysia, Singapore och Japan. 2007 bolagiserades Bookbinders design och butiksverksamheten bedrivs nu i systerbolaget Bookbinders Design International AB
9 september 2010 försattes Åhnbergs Bokbinderi i konkurs.

## Fotnoter
1. ↑  Bookbinders Design International AB årsredovisning 2008